# Fortunato Loddi
Fortunato Loddi (Roma, 10 settembre 1950) è un ex calciatore italiano.

## Carriera
Dopo una prima parte di carriera trascorsa nelle file di compagini laziali delle serie minori (Fortitudo Roma e in Serie D con OMI Roma e VJS Velletri), nell'estate del 1974 viene prelevato dalla Lazio, ma non riesce a esordire in biancoceleste. Nell'ottobre 1974 viene ceduto in prestito al Sorrento, compagine con cui milita in Serie C. 
Tornato alla Lazio, gioca una gara di Coppa Italia nell'agosto 1975, per poi essere ceduto al Lecce nell'ottobre dello stesso anno. Si mette in luce nella stagione 1975-1976, quando con 14 reti all'attivo contribuisce alla promozione dei giallorossi in Serie B. Con i salentini disputa tre campionati fra i cadetti, per poi trasferirsi, nell'autunno 1979, al Pisa, neopromosso in Serie B.
A fine stagione scende di categoria trasferendosi alla Nocerina, quindi torna nel Salento per proseguire la carriera al Casarano, in Serie C1, quindi alla Gioventù Brindisi, nella sua unica apparizione in Serie C2, e infine al Nardò, nel campionato Interregionale.
In carriera ha totalizzato complessivamente 56 presenze e 15 reti in Serie B.
Al termine della carriera si è stabilito a Lecce, dove ha avviato un'attività commerciale per la vendita di abbigliamento sportivo e ha allenato nel settore giovanile di club locali.

## Palmarès

### Competizioni nazionali
- Campionato italiano Serie C: 1

Lecce: 1975-1976
- Coppa Italia Serie C: 1

Lecce: 1975-1976

### Competizioni internazionali
- Coppa Italo-inglese per semiprofessionisti: 1

Lecce: 1976